# Casa Jujol (Sant Joan Despí)
La casa Jujol és un edifici de Sant Joan Despí (Baix Llobregat) inclòs a l'Inventari del Patrimoni Arquitectònic de Catalunya.

## Descripció
És una casa-torre de singular projecció. Té forma de "T" i a l'encreuament hi sobresurt un cos més alt. Projectada per formar dues cases, les dues estarien situades en la mateixa línia horitzontal i compartirien la vertical. Combina la línia recta amb la corba. Totes les finestres són decorades amb bandes de blauet, alternant també la línia recta i corba en un mateix element. Forma dos jardins en el buit dels braços de l'esmentada "T". La reixa de l'entrada és de fusta a base de llistons plans i en posició de diagonal.

## Història
Promoguda pel mateix arquitecte Josep Maria Jujol a fi d'instal·lar-hi casa seva, la casa fou construïdes en uns terrenys de la família Negre. La petició de la llicència municipal d'obres és del 3 de novembre de 1932.